# Oriolo dei Fichi
Oriolo dei Fichi falu Ravenna megyében, közigazgatásilag Faenzáhozhoz tartozik. Faenzától 10 kilométerre délkeletre fekszik. Tengerszint feletti magassága 141 méter.